# Onze-Lieve-Vrouw-Geboortekerk (Dussen)

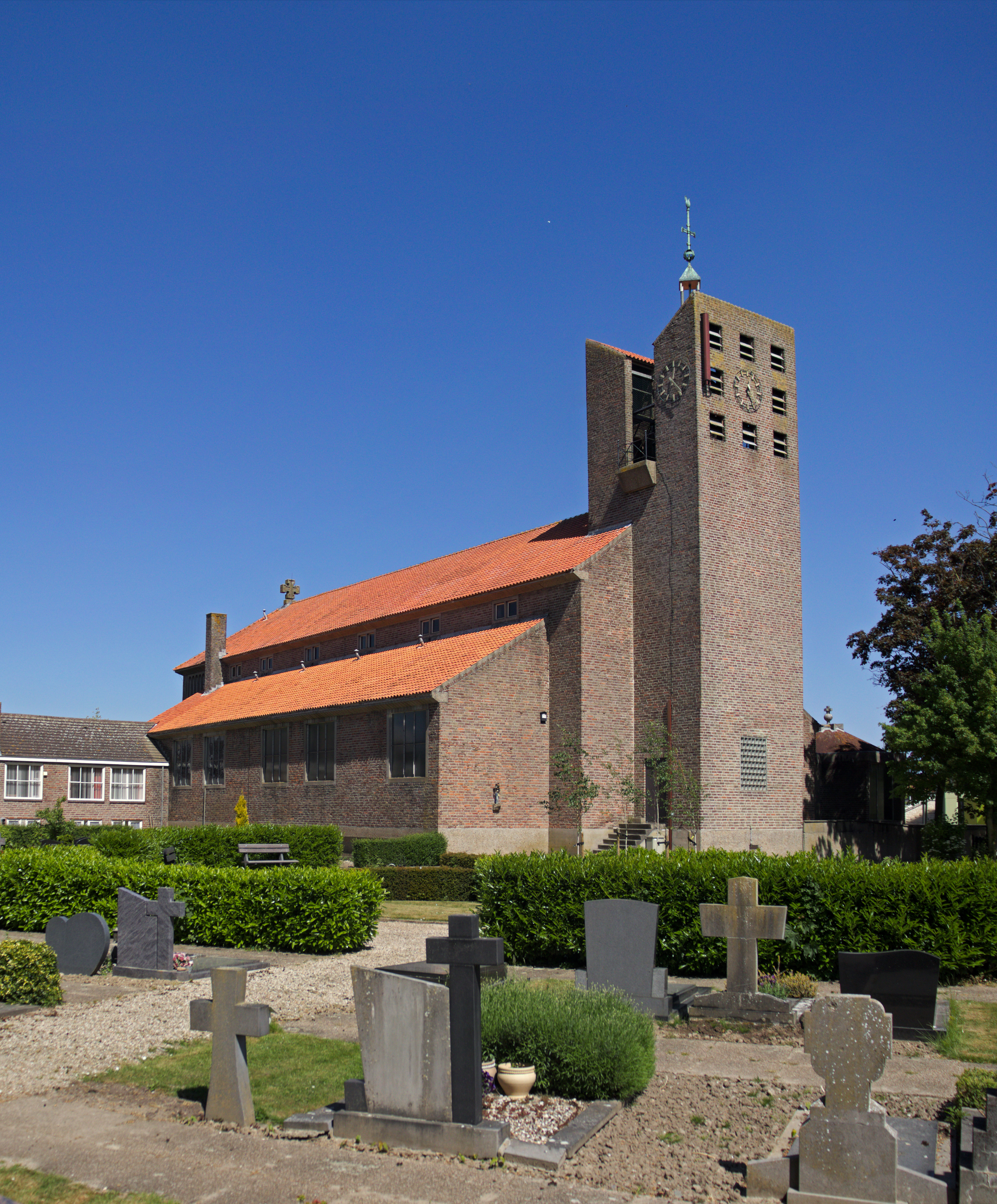
Huidige Maria Geboortekerk

De Onze-Lieve-Vrouw-Geboortekerk is de voormalige parochiekerk van de tot de Noord-Brabantse gemeente Altena behorende plaats Dussen, gelegen aan het Vrijheidsplein 1.

## Geschiedenis
Al in de middeleeuwen was sprake van een parochie in Dussen. Na de reformatie duurde het tot 1677 voordat weer een pastoor -in een schuurkerk- kon functioneren. De parochie was groot en omvatte het gehele Land van Heusden en Altena. In 1836 splitste Woudrichem en in 1864 ook Hank zich af.
De oude dorpskerk brandde in 1842 af. De katholieken beschikten sinds 1844 weer over een kerkgebouw dat in 1894 werd gesloopt nadat een neogotisch kerkgebouw aan de Dorpsstraat gereed was gekomen, dat ontworpen is door Emmanuel Corbey. De kerk was voorzien van een hoge, spitse toren die voorzien was van hoektorentjes. Deze kerk werd verwoest door oorlogshandelingen in 1944 en in 1945 werd ook de ruïne gesloopt. Men kerkte tijdelijk in een noodkerk aan de Molenkade.
In 1954 werd de nieuwe kerk aan het Vrijheidsplein in gebruik genomen. Dit was een ontwerp van Gerard Holt. Deze kerk werd in 2021 onttrokken aan de eredienst. In 2024 werd de kerk verkocht aan een bouwbedrijf teneinde er woningen in te bouwen.

## Gebouw
Het betreft een driebeukige basilicale bakstenen kerk gebouwd in traditionalistische stijl, verwijzend naar de Delftse School. Het heeft een vierkante, half ingebouwde toren.

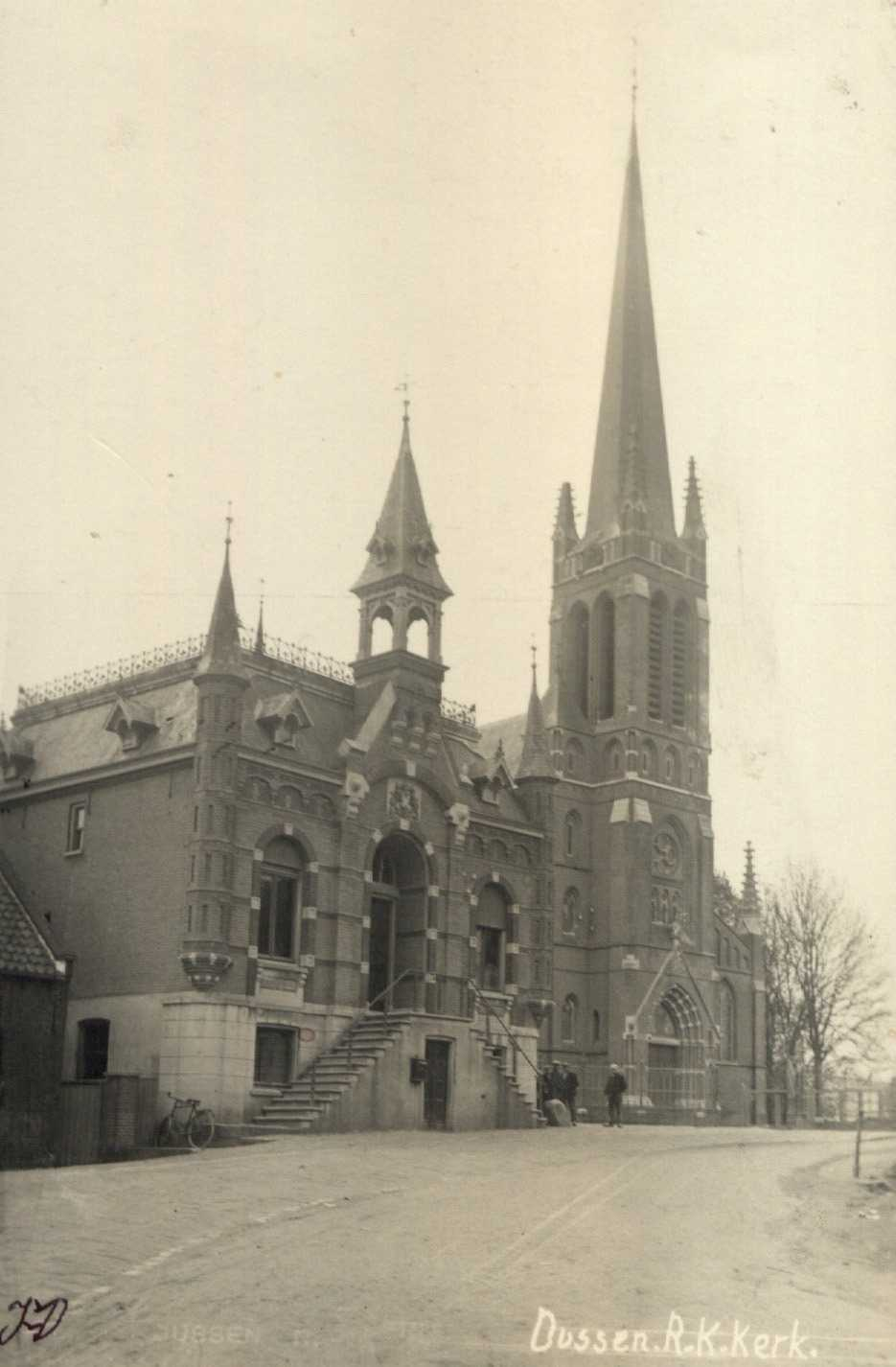
Voormalige Maria Geboortekerk (1894-1944)
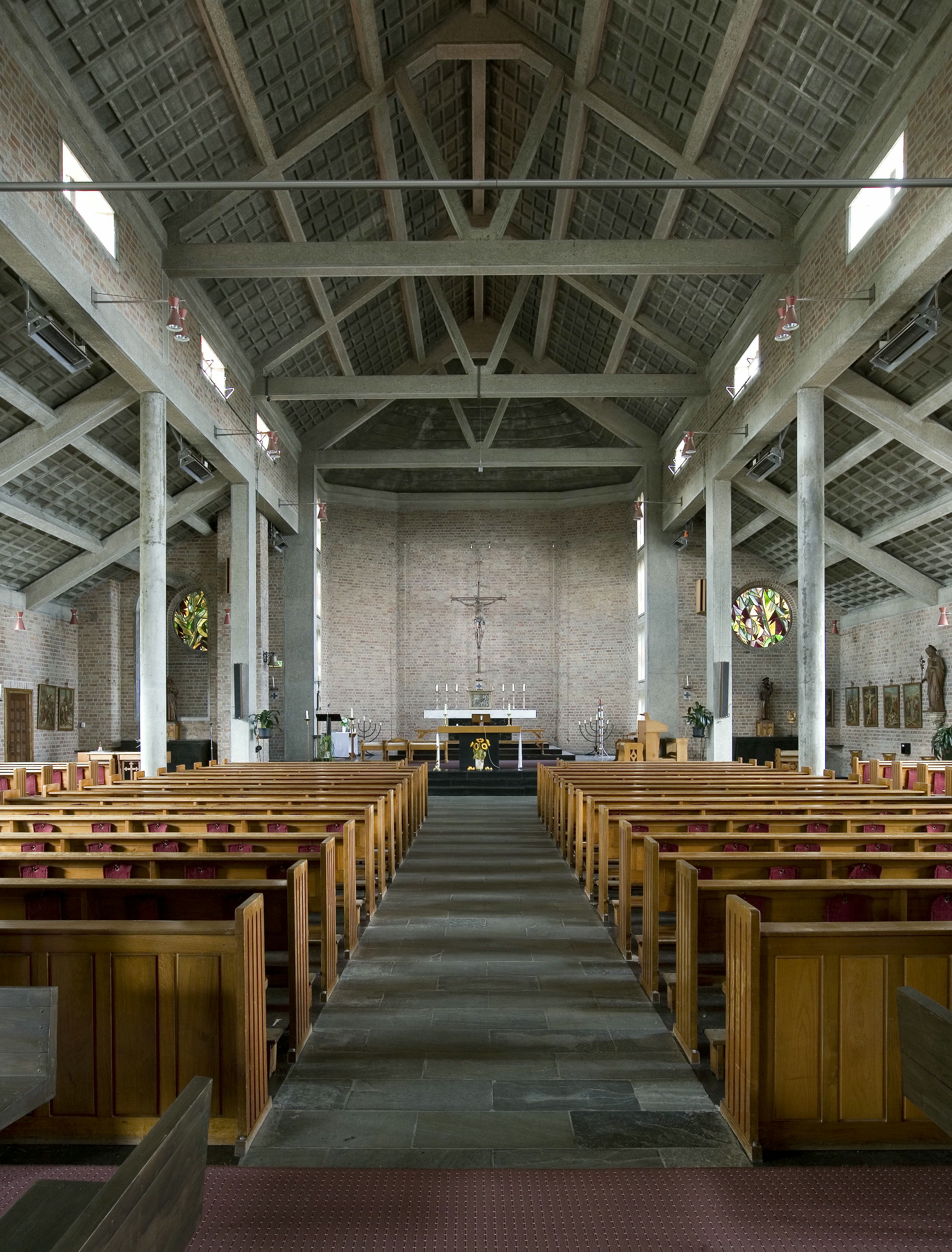
Interieur Maria Geboortekerk (1954-2021)